# Coracornis
A Coracornis a madarak osztályának verébalakúak (Passeriformes) rendjébe és a légyvadászfélék (Pachycephalidae) családjába tartozó nem.

## Rendszerezésük
A nemet Joseph Harvey Riley amerikai ornitológus írta le 1918-ben, az alábbi 2 faj tartozik ide:
- Coracornis raveni
- Coracornis sanghirensis

## Előfordulásuk
Indonéziához tartozó Celebesz és Sangir szigetén honosak. Természetes élőhelyeik a szubtrópusi és trópusi esőerdők. Állandó, nem vonuló fajok.

## Megjelenésük
Testhosszuk 15–19 centiméter.

## Életmódjuk
Rovarokkal táplálkoznak.